# Пристань

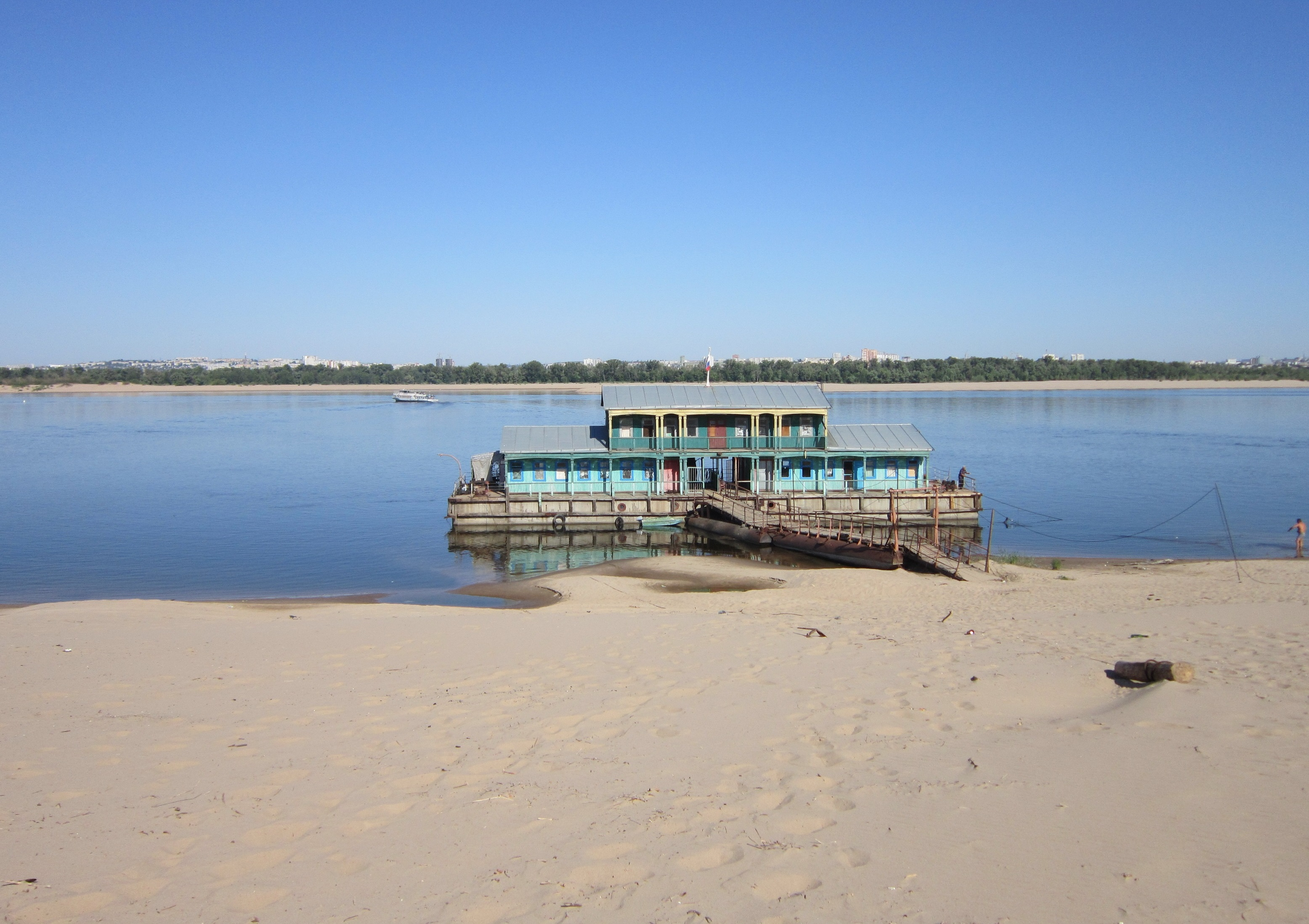
Плавучая пристань

При́стань — специально оборудованное место для причаливания (стоянки) речных судов у берега на внутренних водных путях, и шлюпок, баркасов и так далее в бухтах озёр и морей (например Графская пристань).
Пристань предназначается для посадки-высадки пассажиров и перегрузочных операций в период навигации. Обычно имеет один-два причала.
Может быть постоянной, в виде набережной или мола, или плавучей — на барже, дебаркадере или понтоне, соединёнными с берегом трапом (висячим мостиком), который может опираться на дополнительные понтоны.